# William Willcocks

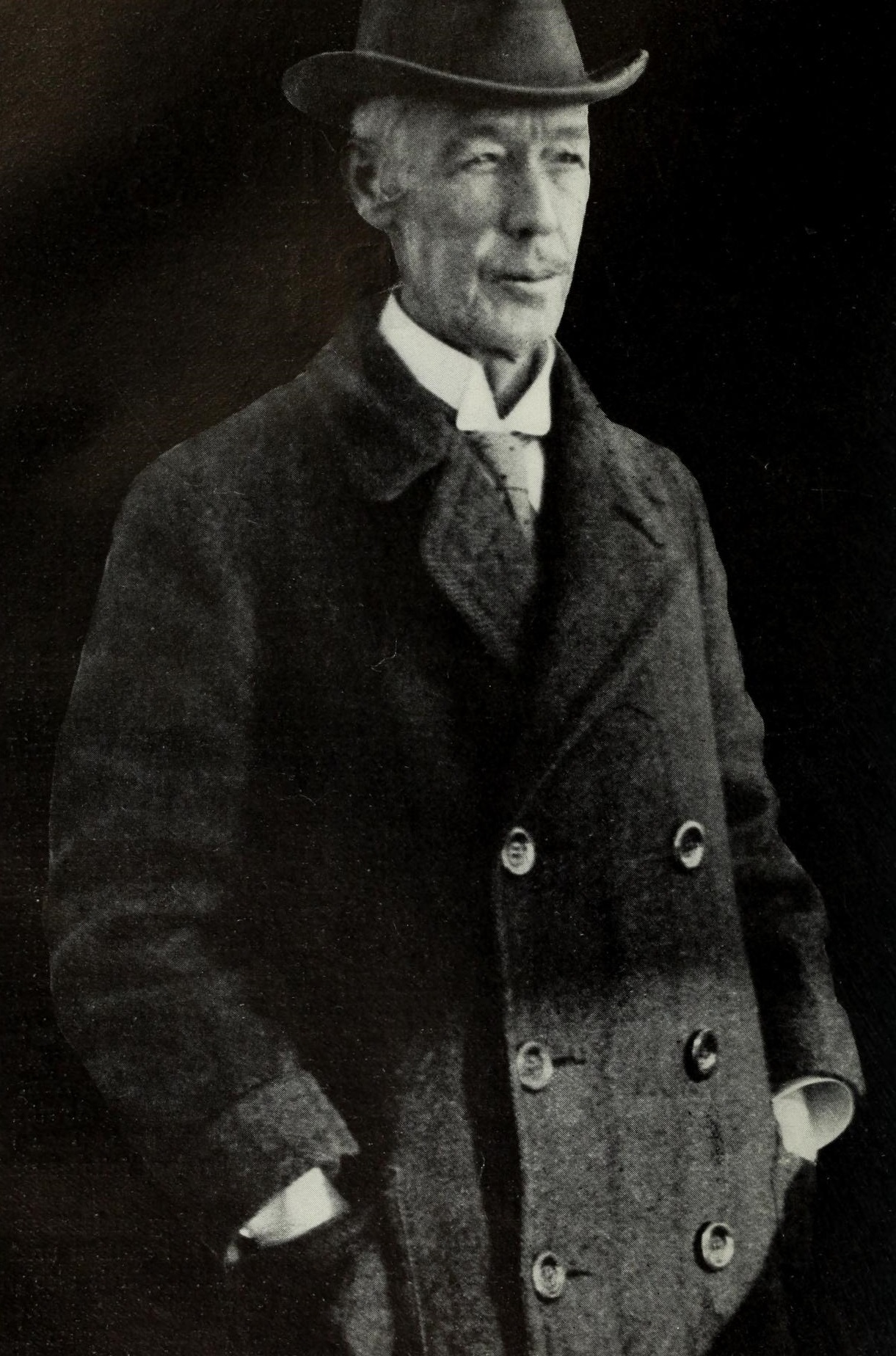
Sir William Willcocks

William Willcocks (India, 27 september 1852 – Caïro, 28 juli 1932) was een Britse civiel ingenieur op het hoogtepunt van het Britse Rijk. Hij was deskundig in irrigatie en ontwierp de eerste Aswandam, een ontwerp dat destijds alle voorgaande dammen in grootte overtrof. Daarna ondernam hij andere irrigatieprojecten in Zuid-Afrika en in de Arabische gebieden van het Ottomaanse Rijk.